# Dicranomyia chorea
Dicranomyia chorea là một loài ruồi trong họ Limoniidae. Chúng phân bố ở Chúng phân bố ở miền Cổ bắc và miền Tân bắc.
- Tư liệu liên quan tới Dicranomyia chorea tại Wikimedia Commons